# Hrafnsmál

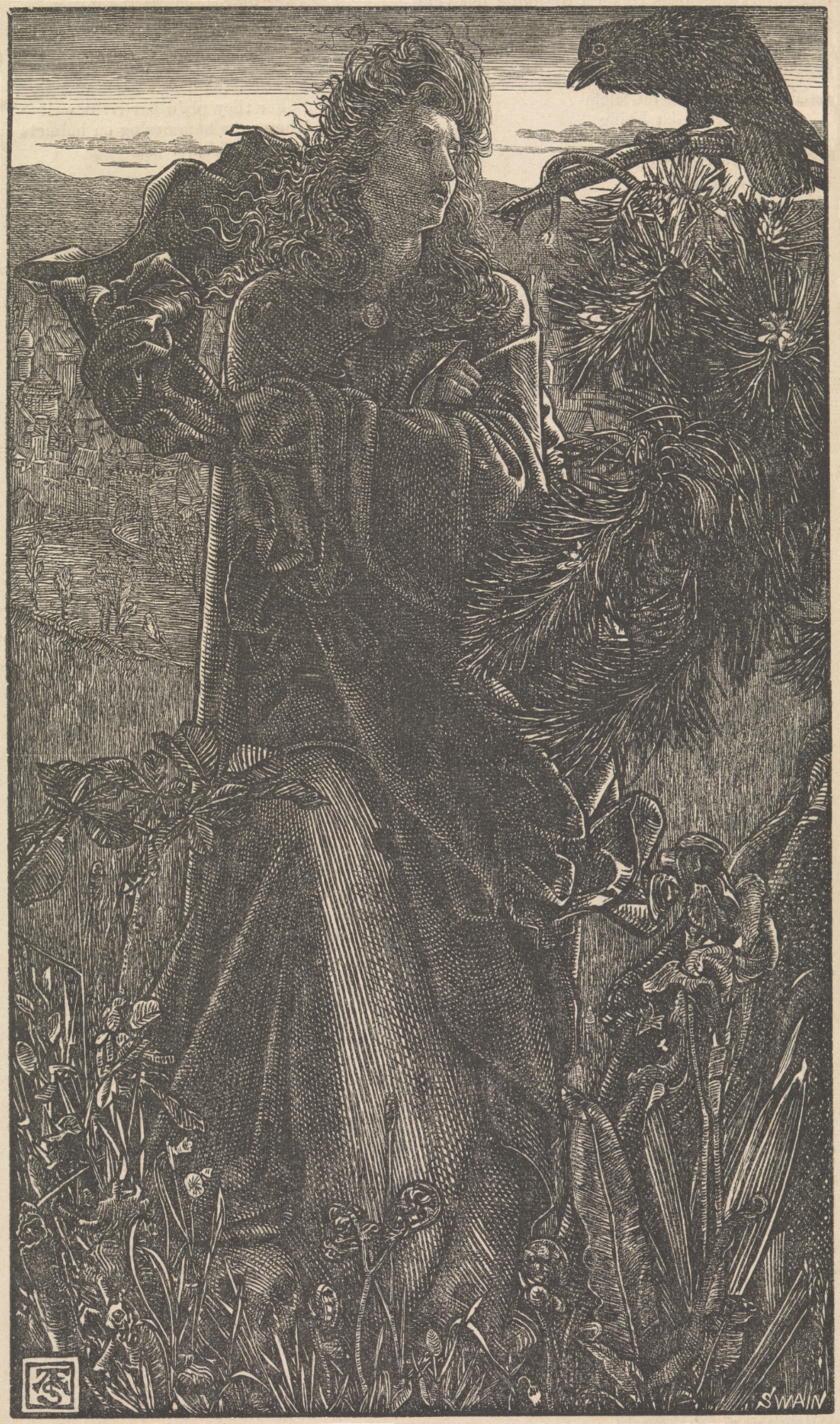
Valchiria e corvo, di Frederick Sandys, 1862

Il Hrafnsmál (italiano: Dialogo del Corvo) o Haraldskvæði (Canto di Harald) è un poema scaldico di genere dialogico composto da Þorbjörn Hornklofi attorno al 900. Consiste in uno scambio di versi tra una valchiria, della quale non è specificato il nome, e un corvo, animale sacro e simbolico della mitologia norrena. Il poema è giunto in maniera frammentaria.

## Descrizione
Il Hrafnsmál è costituito da 23 strofe scritte in diversi metri, principalmente málaháttr. È una poesia celebrativa dedicata a Harald Bellachioma ed è divisa in tre parti tra loro non contigue:
- introduzione e descrizione della corte di Harald (1-6; 15-23)
- la battaglia di Hafrsfjord (7-12; forse strofa 12)
- matrimonio con Ragnhildr (13-14)

Non è facile capire se la composizione fu pensata da Þorbjörn come unica oppure se la successione delle strofe sia da datarsi più tardi, ad opera di qualche altro scaldo. Inoltre Snorri Sturluson, che inserì il poema nella Heimskringla, attribuiva alcune strofe (specialmente la 12) a Þjóðólfr da Hvinir e non a Þorbjörn. Il testo è tramandato nello Fagrskinna, nel Flateyjarbók, Haralds þattr hárfagra, Hauks þáttr hábrókar, nello Heimskringla, nel Laufás Edda, nell'Ólafs saga Tryggvasonar en mesta, nell'Edda in Prosa e nello Skáldskaparmál.

### Fonti primarie
- Snorri Sturluson, Francesco Sangriso (a cura di), Heimsrkringla I: le saghe dei re di Norvegia, Edizioni dell'Orso, 2013
- Bjarni Einarsson (a cura di),  Agrip af Noregskonunga sogum; Fagrskinna; Noregs konunga tal, Hid Islenzka Fornritafelag, 1985
- Snorri Sturluson, Anthony Faulkes (a cura di), Edda, 1987
- Snorri Sturluson, Giorgio Dolfini, (a cura di), Edda, Adelphi, 2011
- Olafur Halldorsson, Olafs saga Tryggvasonar en mesta, Kobenhavn, Munksgaard, 1958

### Fonti secondarie
- R. D. Fulk in AA. VV, Poetry from the Kings’ Sagas 1: From Mythical Times to c. 1035. Skaldic Poetry of the Scandinavian Middle Ages 1, Brepols
- Gianna Chiesa Isnardi, Storia e cultura della Scandinavia. Uomini e mondi del nord, Bompiani, 2015
- Mario Gabrieli, La poesia scaldica norrena. Introduzione e testi, Edizioni dell'Ateneo, 1962
- Ludovica Koch, Gli scaldi: poesia cortese d'epoca vichinga, Einaudi, 1984